# Медуница узколистная
Медуница узколистная (лат. Pulmanaria angustifolia) — вид цветковых травянистых растений, относится к семейству бурачниковых (Boraginaceae).
Растение занесено в Красную книгу Калининградской области, Балтийского региона и Литвы. Статус таксона относится к первой номерной категории и находится в Калининградской области под угрозой исчезновения.

## Описание
Узколистная медуница является многолетним растением. Высота достигает 20—30 см и имеет короткое чёрное корневище. Стебли медуницы крепкие, бороздчатые с жестким шершавым опушением. Листья растения узкие, линейные и имеют крылатые черешки, стеблевые — ланцетные и ланцетно-линейные. Цветки в верхушечных соцветиях растения бывают фиолетово-синего, голубого и розоватого цветов. Медуница цветет в апрель и май месяцах.

## Распространение
Ареал — Центральная и Восточная Европа. Растёт в светлых лесах, по обочинам, в кустарниках, на песчаной и карбонатной почвах, а также чернозёме в составе степных сообществ.
В Калининградской области, в нынешних границах, в центральных и южных районах медуница узколистная была распространена до 1945 года. Ныне, растение обитает только в Черняховском районе Калининградской области, на территории с площадью около 100 м².